# 993

## Esdeveniments
- 4 de juliol - L'Església canonitza Ulric d'Augsburg.
- S'inicia el regnat d'Olav Skötkonung, primer rei cristià de Suècia.

## Naixements
- Samuel ibn Naghrela, visir del rei de Granada.

## Necrològiques
- Conrad III de Borgonya, rei de Borgonya.